# メナンドロス (東ローマ帝国の歴史家)
保護者の称号をもってメナンドロス・プロテクトル (Μένανδρος Προτήκτωρ/Προτέκτωρ) と呼ばれたメナンドロス（Μένανδρος、? - 582年以降）は、古典古代末期、ビザンツ帝国初期の皇帝マウリキウスの時代に活動したギリシャ人の歴史家。

## 生涯と業績
メナンドロスのエピタフ（墓碑銘）によれば、彼は皇帝の近衛兵であった protectores domestici に属していたと思われる。おそらく彼は、歴史を綴る報酬として、ほとんど実質的な軍務につくことはなく、この非常に恵まれた職位を得たのであろう。あるいはメナンドロスは、それ以前に、法廷での経験を積んでいたのかもしれない。彼の生涯について知られていることはほとんどないが、彼が詩人としても活躍していたこと（エピグラム＝警句が伝承された）、法律を学び、古典的教育を受けていたことは明らかである。メナンドロスは、疑いなくキリスト教徒であったが、青年期の一時は、まったく奔放に生きていたとされる。彼は大都市コンスタンティノープルでの生活を楽しんだが、最終的には、おそらく後進の指導にあたったのであろう。彼は明らかに東ローマ帝国における教養のある文官エリートであった。
皇帝マウリキウス（在位：582年 - 602年）の時代に、メナンドロスは、アガティアスを引き継ぐ形で古代ギリシア語で『歴史』を書き始め、558年から582年までを扱った。理論上は、断片が残されている範囲よりももっと後の時期まで、記述されていた可能性もあるが、古代末期の歴史書の習慣として、在位中の皇帝の治世についてまで言及するというのは、相当に奇異なことである。マウリキウス自身も、メナンドロスが『歴史』の草稿に取り組むことを奨励したといわれている。メナンドロスの著作の正式な名称は、伝わっていないし、全巻で何巻になったのか分かっていない（おそらくは8巻から10巻の間であったものと思われる）。皇帝と詩人が同じ歴史的現実に一緒に取り組むという例は、古代末期においては、決して特異なことではなく、テーバイのオリンピオドロス、プリスコス、アガティアスなどの例があった。しかし、メナンドロスの著作は、『スーダ辞典』や『Excerpta de sententiis』、そして何より『Excerpta de legationibus』に収録された断片によって伝えられるのみであり、また、『スーダ辞典』の記述はあまり信が置けないとされている。メナンドロスの歴史記述の断片の中には、高い価値をもつものも少なからずある。メナンドロスは、常々賞賛している皇帝ユスティニアヌス1世がサーサーン朝のホスロー1世と562年に締結した平和条約の内容を伝えている。メナンドロスは、この条約を言葉遣いもそのままに引用しているように見える。総じて、メナンドロスの記述は、570年前後の東ローマ帝国の外交関係に関する非常に重要な情報を提供している。同様に、突厥との接触についての言及も重要である（室点蜜、トゥルクサントス、ゼマルコスを参照）。
メナンドロスは草稿の作成にあたって、例えばオリンピオドロス、プリスコス、プロコピオスといった外交関係の詳細について記述した歴史家たちに比べ、自身の職務上の経験にたよっている部分が比較的少ない。おそらく彼は、アーカイブ（保存記録）に多くをよっていたのであろう。ペルシアとの交渉に就いては、ペトロス・パトリキオスの記述を踏まえている。また、ビザンチオスのテオパネスの記述も併せて使ったかもしれないが、それについては疑義もある。別の箇所ではメナンドロスのいう「蛮族」について、具体的な知識に基づくのではなく、ただただ類型的な物言いで述べられているところもある。総じて、メナンドロスは、古代ギリシアの古典的伝統にまだ忠実であったといえる。残された断片からは、記録された出来事が東方に関するものに焦点を当てているように見えるが、それは、あるいは記述を選び取った後年の編集者たちがもっぱらその点に関心をもっていたためであるかもしれず、メナンドロスは西方の事情にも意を払っていたのかもしれない。記述のスタイルの面で、メナンドロスは、資料の内容をそのまま取り込むことを好んでいたように思われる箇所がときどきあり、ペルシアとの平和条約の全文が含まれていることも、その現れのひとつである。
メナンドロスの仕事は、630年ころにテオフィラクトス・シモカテスが引き継ぎ、彼は古典的伝統による古代ギリシア最後の歴史家となった。

## 翻訳
- Roger C. Blockley: The History of Menander the Guardsman. Liverpool 1985. - 新たに発見された断片の解説を含む英語訳
- Ernst Doblhofer: Byzantinische Diplomaten und östliche Barbaren: aus den Excerpta de legationibus des Konstantinos Porphyrogennetos ausgewählte Abschnitte des Priskos und Menander Protektor (Byzantinische Geschichtsschreiber 4). Graz 1955. - 『Excerpta de legationibus』所収の断片だけを扱うドイツ語訳